# Leović
Leović (cyr. Леовић) – wieś w Serbii, w okręgu maczwańskim, w gminie Ljubovija. W 2011 roku liczyła 201 mieszkańców.